# Christopher Meloni
Christopher Peter Meloni (Washington, D.C., 2 de abril de  1961) é um ator americano, conhecido por seu trabalho em algumas séries de televisão, dentre eles o detetive Elliot Stabler, de Law & Order: Special Victims Unit e Chris Keller de Oz.

## Início da vida
Meloni nasceu em Washington, DC , é o caçula de três filhos (ele tem um irmão e irmã) de Cecile (née Chagnon), uma dona de casa , e Dr. Charles Robert Meloni, um endocrinologista. Sua ascendência materna é francesa e canadense e sua ancestralidade paterna é da Sardenha (Itália). Meloni frequentou a Escola de Santo  Estêvão (agora St. Stephen St. Agnes & School) em Alexandria, Virginia, e jogou como quarterback do time de futebol. Ele estudou teatro na  Universidade do Colorado em Boulder e se graduou com uma  licenciatura em história em 1983. Após a formatura, Meloni foi para Nova York, onde continuou seus estudos com Sanford Meisner no Neighborhood Playhouse.

## Vida pessoal
Meloni é casado com a designer de produção Doris Sherman Meloni (née Williams) desde 1 de julho de 1995, e eles têm dois filhos, a filha é Sophia Eva Meloni (nascida em 23 março de 2001), e o filho é Dante Meloni (nascido em 2 de janeiro de 2004). A ex-co-estrela de Law & Order: SVU, Mariska Hargitay, é a madrinha de sua filha.
Ele tem uma representação de  inspiração cubista da crucificação de Cristo tatuado em seu braço esquerdo, bem como uma tatuagem de borboleta em sua coxa esquerda superior e um mapa astrológico chinês de sua família em sua perna direita. Em 2007, Meloni foi introduzido no Hall da Fama da escola onde estudava como um membro de equipe de futebol invicto de 1978, para a qual ele foi quarterback.
Em 2011, Meloni afirmou em um vídeo que ele é a favor da "nova-iorquinos para a Marriage Equality".
Meloni atualmente mora em Los Angeles, em uma casa que ficou famosa em The Adventures of Ozzie e Harriet. Em 2013, mudou-se e tentou vender o apartamento em Nova Iorque, mas foi incapaz de encontrar um  comprador e arrendou-a a um príncipe saudita.

## Filmografia

### Filmes
| Ano  | Título                                    | Personagem                    | Nota                                   |
| ---- | ----------------------------------------- | ----------------------------- | -------------------------------------- |
| 1994 | Clean Slate                               | Bodyguard                     |                                        |
| 1994 | Junior                                    | Mr. Lanzarotta                |                                        |
| 1995 | 12 Monkeys                                | Lt. Halperin                  |                                        |
| 1996 | Bound                                     | Johnnie Marzzone              |                                        |
| 1998 | Brown's Requiem                           | Sgt. Cavanah                  |                                        |
| 1998 | Fear and Loathing in Las Vegas            | Sven, Clerk at Flamingo Hotel |                                        |
| 1998 | The Souler Opposite                       | Barry Singer                  |                                        |
| 1999 | Carlo's Wake                              | Bennetto Torello              |                                        |
| 1999 | Runaway Bride                             | Bob Kelly                     |                                        |
| 2001 | Wet Hot American Summer                   | Gene Jenkinson                |                                        |
| 2002 | That Brief Moment                         | Ken                           | Filme pequeno                          |
| 2004 | Harold & Kumar Go to White Castle         | Freakshow                     |                                        |
| 2008 | Harold & Kumar Escape from Guantanamo Bay | Grand Wizard                  | Creditado como "Reverend Clyde Stanky" |
| 2008 | Nights in Rodanthe                        | Jack Willis                   |                                        |
| 2009 | Brief Interviews with Hideous Men         | R / Subject #3                |                                        |
| 2009 | Carriers                                  | Frank                         |                                        |
| 2010 | Green Lantern: First Flight               | Hal Jordan / Green Lantern    | voz                                    |
| 2011 | National Lampoon's Dirty Movie            | Producer Charlie LaRue        |                                        |
| 2013 | Awful Nice                                | Jon Charbineau                |                                        |
| 2013 | Man of Steel                              | Coronel Nathan Hardy          |                                        |
| 2013 | 42                                        | Leo Durocher                  |                                        |
| 2014 | Beef                                      | Lou                           |                                        |
| 2014 | White Bird in a Blizzard                  | Brock Connors                 |                                        |
| 2014 | Small Time                                | Al Klein                      |                                        |
| 2014 | They Came Together                        | Roland                        |                                        |
| 2014 | Sin City: A Dame to Kill For              | Mort                          |                                        |
| 2015 | The Diary of a Teenage Girl               | Pascal MacCorkill             |                                        |
| 2016 | I Am Wrath                                | Dennis                        |                                        |
| 2016 | Marauders                                 | Agent Jonathan Montgomery     |                                        |
| 2016 | Almost Friends                            | Howard                        |                                        |
| 2017 | Snatched                                  | Roger Simmons                 |                                        |

### Televisão
| Ano                      | Título                                        | Personagem                                          | Nota                                                                    |
| ------------------------ | --------------------------------------------- | --------------------------------------------------- | ----------------------------------------------------------------------- |
| 1989–1990                | 1st & Ten                                     | Vito Del Greco / Johnny Gunn                        | 11 episódios                                                            |
| 1990                     | When Will I Be Loved?                         | Ron Weston                                          | Filme para TV                                                           |
| 1990–1991                | The Fanelli Boys                              | Frankie Fanelli                                     | 17 episodios                                                            |
| 1991                     | In a Child's Name                             | Jerry Cimarelli                                     | Filme para TV                                                           |
| 1991–1994                | Dinosaurs                                     | Spike                                               | voz                                                                     |
| 1992                     | Something to Live for: The Alison Gertz Story | David                                               | Filme para TV                                                           |
| 1993                     | Without a Kiss Goodbye                        | Ray Samuels                                         | Filme para TV                                                           |
| 1993                     | The Boys                                      | Doug Kirkfield                                      | 6 episódios                                                             |
| 1993                     | Golden Gate                                   | Douglas "BW" Carlino                                |                                                                         |
| 1995                     | A Dangerous Affair                            | Tommy Moretti                                       | Filme para TV                                                           |
| 1995                     | Hope and Gloria                               | Billy                                               | Episódio: "Love with an Improper Stranger"                              |
| 1995                     | Misery Loves Company                          | Mitch                                               | 8 episodios                                                             |
| 1996–1997                | NYPD Blue                                     | Jimmy Liery                                         | 5 episodios                                                             |
| 1997                     | The Last Don                                  | Boz Skannet                                         | Minisserie                                                              |
| 1997                     | Leaving L.A.                                  | Reed Sims                                           | 6 episódios                                                             |
| 1997                     | Every 9 Seconds                               | Richard Sutherland                                  | Filme para TV                                                           |
| 1997                     | Brooklyn South                                | Joe                                                 | 3 episódios                                                             |
| 1998                     | Target Earth                                  | Detective Samuel "Sam" Adams                        | Filme para TV                                                           |
| 1998                     | Homicide: Life on the Street                  | Bounty Hunter Dennis Knoll                          | 2 episodios                                                             |
| 1998–2003                | Oz                                            | Chris Keller                                        | Elenco Principal                                                        |
| 1999                     | Shift                                         | Louis                                               | Filme para TV                                                           |
| 1999–2011, 2021-presente | Law & Order: Special Victims Unit             | Detective Elliot Stabler                            | Elenco principal temporada 1-12/Elenco Recorrente 22-presente           |
| 2000                     | Law & Order                                   | Detective Elliot Stabler                            | Episódio: "Entitled" & "Fools for Love"                                 |
| 2002                     | Murder in Greenwich                           | Mark Fuhrman                                        | Filme para TV                                                           |
| 2003                     | Scrubs                                        | Dr. Dave Norris                                     | Episódio: "My White Whale"                                              |
| 2004                     | Sesame Street                                 | Himself                                             | Episódio: 4065                                                          |
| 2005                     | Wonder Showzen                                | Cooties Spokesman                                   | Episódio: "Health"                                                      |
| 2005                     | Law & Order: Trial by Jury                    | Detective Elliot Stabler                            | Episódio: "Day"                                                         |
| 2008                     | Gym Teacher: The Movie                        | Dave Stewie                                         | Filme para TV                                                           |
| 2009                     | Michael & Michael Have Issues                 | Himself                                             | Episódio: "Greg the Intern"                                             |
| 2011                     | The Daily Show with Jon Stewart               | Tony Bologna                                        |                                                                         |
| 2011                     | Ice Loves Coco                                | Himself                                             |                                                                         |
| 2012                     | True Blood                                    | Roman Zimojic                                       | 5 episodios                                                             |
| 2013                     | Comedy Bang! Bang!                            | Dr. Phillip Banhauser                               | Episódio: "Aziz Ansari Wears a Charcoal Blazer"                         |
| 2014                     | Veep                                          | Ray Whelans                                         | 2 episódios                                                             |
| 2014                     | Surviving Jack                                | Jack Dunlevy                                        | 8 episódios                                                             |
| 2015                     | The Jack and Triumph Show                     | Agent Ryker                                         | Episódio: "Siri"                                                        |
| 2015                     | Wet Hot American Summer: First Day of Camp    | Gene Jenkinson / Jonas Jurgenson                    | Elenco Principal; 6 episódios                                           |
| 2015                     | Drunk History                                 | Othniel Marsh                                       | Episódio: "New Jersey"                                                  |
| 2016–2017                | Underground                                   | August Pullman                                      | Elenco Principal; 15 episodios Diretor no episódio: "Auld Acquaintance" |
| 2017                     | Wet Hot American Summer: Ten Years Later      | Gene Jenkinson                                      | 4 episódios                                                             |
| 2017                     | At Home with Amy Sedaris                      | Ranger Russell                                      | Episódio: "Nature"                                                      |
| 2017–2019                | Happy!                                        | Nick Sax                                            | Elenco Principal; 18 episódios                                          |
| 2018                     | Pose                                          | Dick Ford                                           | Episódio: "The Fever", "Pink Slip"                                      |
| 2019                     | American Dad!                                 |                                                     | Voz, episódio: "Twinanigans"                                            |
| 2019                     | The Handmaid's Tale                           | Commander Winslow                                   | 4 episódios                                                             |
| 2019–present             | Harley Quinn                                  | Commissioner James Gordon, Two-Face Goon 2, Bouncer | Voz; 16 episódios                                                       |
| 2020                     | Family Guy                                    | George Townshend                                    | Voz; episódio: "Short Cuts"                                             |
| 2020                     | Maxxx                                         | Don Wild                                            | Elenco Recorrente; 6 episódios                                          |
| 2020                     | Rick and Morty                                | Jesus Christ, Unnamed Rick disguise                 | Voz, episódio: "Never Ricking Morty"                                    |
| 2020                     | The Twilight Zone                             | Robert                                              | Episódio: "A Human Face"                                                |
| 2020                     | Helpsters                                     | Detective Dudley                                    | Episódio: "Camper Cortez/Artist Andrew & Detective Dudley"              |
| 2021–presente            | Law & Order: Organized Crime                  | Detective Elliot Stabler                            | Elenco Principal                                                        |
| 2021                     | Bless the Harts                               | Detective Voccola                                   | Voz; 1 episódio                                                         |

## Prêmios e indicações
Emmy Awards
- 2006: Nomeado - Melhor Ator em Série Dramática - Law & Order: Special  Victims Unit

PRISM Awards
- 2004: Nomeado - Performance  em Série de Drama em episódio de TV - Law & Order: Special Victims Unit
- 2008: Nomeado - Performance em Série de Drama em episódio de TV - Law & Order: Special Victims Unit